# Лонгиметрија
Лонгиметрија је мерење дужина и растојања, приступачних и неприступачних. Доступне удаљености се мере применом неке линеарне мере, као што је стопало, ланац, итд. Неприступачне удаљености се мере узимањем углова, итд. помоћу одговарајућих инструмената; као што су циркумферентор, квадрант и теодолит.